# Milan Kalina
Milan Kalina (Belgrad, 13 d'agost de 1956), és un exjugador d'handbol iugoslau, que va representar el seu país als Jocs Olímpics d'Estiu de 1984, on va guanyar-hi la medalla d'or, jugant cinc partits i marcant 21 gols.
A nivell de clubs, va formar part de la plantilla del FC Barcelona fins al 1990, club amb del qual exerceix de relacions públiques.